# Arbus, Ý
Arbus là một đô thị ở tỉnh Sud Sardegna trong vùng Sardegna của Ý, cách khoảng 60 km về phía tây bắc của Cagliari và khoảng 25 km về phía tây của Sanluri. Tại thời điểm ngày 31 tháng 12 năm 2004, đô thị này có dân số 6.895 người và diện tích là 267 km².
Đô thị Arbus có các frazioni (các làng trực thuộc) Montevecchio, Ingurtosu, and S.Antonio di Santadi.
Arbus giáp các đô thị: Fluminimaggiore, Gonnosfanadiga, Guspini, Terralba.

## Khí hậu
| Dữ liệu khí hậu của Capo Frasca (1991–2020) | Dữ liệu khí hậu của Capo Frasca (1991–2020) | Dữ liệu khí hậu của Capo Frasca (1991–2020) | Dữ liệu khí hậu của Capo Frasca (1991–2020) | Dữ liệu khí hậu của Capo Frasca (1991–2020) | Dữ liệu khí hậu của Capo Frasca (1991–2020) | Dữ liệu khí hậu của Capo Frasca (1991–2020) | Dữ liệu khí hậu của Capo Frasca (1991–2020) | Dữ liệu khí hậu của Capo Frasca (1991–2020) | Dữ liệu khí hậu của Capo Frasca (1991–2020) | Dữ liệu khí hậu của Capo Frasca (1991–2020) | Dữ liệu khí hậu của Capo Frasca (1991–2020) | Dữ liệu khí hậu của Capo Frasca (1991–2020) | Dữ liệu khí hậu của Capo Frasca (1991–2020) |
| Tháng                                       | 1                                           | 2                                           | 3                                           | 4                                           | 5                                           | 6                                           | 7                                           | 8                                           | 9                                           | 10                                          | 11                                          | 12                                          | Năm                                         |
| ------------------------------------------- | ------------------------------------------- | ------------------------------------------- | ------------------------------------------- | ------------------------------------------- | ------------------------------------------- | ------------------------------------------- | ------------------------------------------- | ------------------------------------------- | ------------------------------------------- | ------------------------------------------- | ------------------------------------------- | ------------------------------------------- | ------------------------------------------- |
| Trung bình ngày tối đa °C (°F)              | 13.4 (56.1)                                 | 13.2 (55.8)                                 | 15.2 (59.4)                                 | 17.7 (63.9)                                 | 21.3 (70.3)                                 | 25.6 (78.1)                                 | 28.5 (83.3)                                 | 29.2 (84.6)                                 | 26.2 (79.2)                                 | 22.8 (73.0)                                 | 18.0 (64.4)                                 | 14.6 (58.3)                                 | 20.5 (68.9)                                 |
| Trung bình ngày °C (°F)                     | 10.6 (51.1)                                 | 10.4 (50.7)                                 | 12.1 (53.8)                                 | 14.5 (58.1)                                 | 17.8 (64.0)                                 | 22.0 (71.6)                                 | 24.8 (76.6)                                 | 25.4 (77.7)                                 | 22.7 (72.9)                                 | 19.4 (66.9)                                 | 15.1 (59.2)                                 | 12.0 (53.6)                                 | 16.6 (61.9)                                 |
| Tối thiểu trung bình ngày °C (°F)           | 7.9 (46.2)                                  | 7.5 (45.5)                                  | 9.0 (48.2)                                  | 11.3 (52.3)                                 | 14.4 (57.9)                                 | 18.5 (65.3)                                 | 21.2 (70.2)                                 | 21.8 (71.2)                                 | 19.2 (66.6)                                 | 16.0 (60.8)                                 | 12.2 (54.0)                                 | 9.3 (48.7)                                  | 14.0 (57.2)                                 |
| Lượng Giáng thủy trung bình mm (inches)     | 49.0 (1.93)                                 | 55.1 (2.17)                                 | 40.3 (1.59)                                 | 47.8 (1.88)                                 | 41.0 (1.61)                                 | 15.2 (0.60)                                 | 3.6 (0.14)                                  | 8.0 (0.31)                                  | 38.6 (1.52)                                 | 67.3 (2.65)                                 | 92.3 (3.63)                                 | 73.9 (2.91)                                 | 532.1 (20.94)                               |
| Số ngày giáng thủy trung bình (≥ 1.0 mm)    | 8                                           | 8                                           | 6.5                                         | 6.37                                        | 5.22                                        | 1.93                                        | 0.61                                        | 1.37                                        | 3.62                                        | 7                                           | 9.2                                         | 9.6                                         | 67.42                                       |
| Độ ẩm tương đối trung bình (%)              | 85.37                                       | 83.02                                       | 82.79                                       | 82.27                                       | 80.77                                       | 79.25                                       | 79.28                                       | 78.04                                       | 79.23                                       | 82.05                                       | 83.58                                       | 85.31                                       | 81.75                                       |
| Nguồn:                                      |                                             |                                             |                                             |                                             |                                             |                                             |                                             |                                             |                                             |                                             |                                             |                                             |                                             |

## Dân số
| Dân số Arbus theo năm |
|                       |